# Lee Hyo-hee
Lee Hyo-hee (in coreano 이효희; Suwon, 26 agosto 1980) è una pallavolista sudcoreana, palleggiatrice del Korea Expressway.

## Carriera
La carriera di Lee Hyo-hee inizia nel 2000, quando entra a far parte del Korea T&G, che durante la sua militanza cambia due volte denominazione: mancando un campionato professionistico, partecipa a tornei amatoriali per cinque anni, fino alla nascita della V-League, aggiudicandosi lo scudetto nella sua prima edizione; nel 2005 fa inoltre il proprio debutto in nazionale in occasione della Grand Champions Cup.
Nella stagione 2007-08 approda alle Pink Spiders, dove milita per tre annate e si aggiudica lo scudetto 2008-09 e il V.League Top Match 2009, ricevendo anche il premio di miglior palleggiatrice in campionato per due annate consecutive.
Dopo un'annata di inattività, torna in campo con la nazionale, aggiudicandosi la medaglia di bronzo al campionato asiatico e oceaniano 2011; nel campionato 2011-12 firma con le IBK Altos, militando anche in questo club per tre annate, vincendo lo scudetto 2012-13 e la Coppa KOVO 2013, ricevendo anche il premio di MVP della Regular Season del campionato 2013-14; con la nazionale vince la medaglia d'argento alla Coppa asiatica 2014 e quella d'oro ai XVII Giochi asiatici.
Nella stagione 2014-15 approda alle rivali del Korea Expressway, raggiungendo le finali scudetto ancora una volta e ricevendo il secondo premio consecutivo di miglior giocatrice della stagione regolare: nella stagione seguente segue il suo club dopo il trasferimento a Gimcheon, giocando per lo Gyeongbuk Hi-Pass; dopo aver vinto la medaglia d'argento al campionato asiatico e oceaniano 2015, un anno dopo partecipa ai Giochi della XXXI Olimpiade di Rio de Janeiro.

## Palmarès

### Club
- Campionato sudcoreano: 3

2005, 2008-09, 2012-13
- Coppa KOVO: 1

2013
- / V.League Top Match: 1

2009

### Nazionale (competizioni minori)
- Coppa asiatica 2014
- Giochi asiatici 2014

### Premi individuali
- 2008 - V-League: Miglior palleggiatrice
- 2009 - V-League: Miglior palleggiatrice
- 2014 - V-League: MVP della Regular Season
- 2015 - V-League: MVP della Regular Season
- 2015 - V-League: Sestetto ideale